# Кривоколінська сільська рада
Кривоколі́нська сільська́ ра́да — адміністративно-територіальна одиниця та орган місцевого самоврядування в Тальнівському районі Черкаської області. Адміністративний центр — село Криві Коліна.

## Загальні відомості
- Населення ради: 904 особи (станом на 2001 рік)

## Населені пункти
Сільській раді були підпорядковані населені пункти:
- с. Криві Коліна
- с-ще Добрянка
- с-ще Нова Павлівка
- с. Чеснопіль

## Склад ради
Рада складалася з 12 депутатів та голови.
- Голова ради: Дяченко Ольга Михайлівна
- Секретар ради: Лоцман Григорій Андрійович

### Керівний склад попередніх скликань
| Прізвище, ім'я, по батькові | Основні відомості                                                 | Дата обрання | Дата звільнення |
| --------------------------- | ----------------------------------------------------------------- | ------------ | --------------- |
| Сліпенюк Олександр Іванович | Сільський голова, 1964 року народження, член Народної партії      | 26.03.2006   | 01.10.2008      |
| Дяченко Ольга Михайлівна    | Сільський голова, 1974 року народження, освіта вища, позапартійна | 15.03.2009   | 31.10.2010      |
| Дяченко Ольга Михайлівна    | Сільський голова, 1974 року народження, освіта вища, позапартійна | 31.10.2010   |                 |

Примітка: таблиця складена за даними сайту Верховної Ради України

### Депутати
За результатами місцевих виборів 2010 року депутатами ради стали:

#### За суб'єктами висування
| Суб'єкт висування               | Кількість обраних депутатів | %    |
| ------------------------------- | --------------------------- | ---- |
| Політична партія «Наша Україна» | 8                           | 66,7 |
| Самовисування                   | 3                           | 25   |
| Партія регіонів                 | 1                           | 8,3  |

#### За округами
| № округу                        | Прізвище, ім'я, по батькові | Дата визнання обраним | Освіта             | Партійна приналежність | Відомості про обраного депутата                          |
| ------------------------------- | --------------------------- | --------------------- | ------------------ | ---------------------- | -------------------------------------------------------- |
| Партія регіонів                 |                             |                       |                    |                        |                                                          |
| 10                              | Костенко Тетяна Максимівна  | 08.11.2010            | вища               | член Партії регіонів   | тимчасово не працює                                      |
| Політична партія «Наша Україна» |                             |                       |                    |                        |                                                          |
| 2                               | Півторак Алла Василівна     | 02.11.2010            | вища               | позапартійна           | Кривоколінський НВК, вчитель                             |
| 4                               | Півторак Галина Дмитрівна   | 02.11.2010            | вища               | позапартійна           | пенсіонер                                                |
| 5                               | Панщаний Олександр Петрович | 02.11.2010            | вища               | позапартійний          | тимчасово не працює                                      |
| 6                               | Гика Ярослав Петрович       | 02.11.2010            | вища               | позапартійний          | Храм святого воскресіння, настоятель                     |
| 7                               | Плющенко Ірина Сергіївна    | 02.11.2010            | середня спеціальна | позапартійна           | тимчасово не працює                                      |
| 8                               | Лоцман Григорій Андрійович  | 02.11.2010            | середня спеціальна | позапартійний          | Кривоколінська сільська рада, землевпорядник             |
| 11                              | Довжук Тетяна Олександрівна | 02.11.2010            | середня спеціальна | позапартійна           | Чеснопільська бібліотека, бібліотекар                    |
| 12                              | Білоус Тетяна Анатоліївна   | 02.11.2010            | середня спеціальна | позапартійна           | Чеснопільський фельдшерсько-акушерський пункт, завідувач |
| Самовисування                   |                             |                       |                    |                        |                                                          |
| 1                               | Бойко Раїса Миколаївна      | 02.11.2010            | середня спеціальна | позапартійна           | Кривоколінський відділ зв'язку, начальна                 |
| 3                               | Шарій Володимир Васильович  | 08.11.2010            | середня            | член Партії регіонів   | тимчасово не працює                                      |
| 9                               | Колос Віктор Андрійович     | 08.11.2010            | середня            | позапартійний          | тимчасово не працює                                      |